# Summertime Dream
Summertime Dream es el undécimo álbum de estudio del cantante Canadiense Gordon Lightfoot, lanzado en 1976 bajo el sello Reprise Records. Alcanzó el puesto número 1 en la lista de álbumes nacionales RPM de Canadá y el número 12 en la lista pop de   Billboard de EE. UU.
Este marcó el apogeo de Lightfoot dentro de un período de popularidad que había comenzado con el éxito de 1970, " If You Could Read My Mind ". Desde entonces, no ha alcanzado el mismo éxito.
Su salto a la popularidad fue gracias a balada "The Wreck of the Edmund Fitzgerald", que cuenta la historia de las horas finales del SS Edmund Fitzgerald, hundido en el Lago Superior en noviembre de 1975. La canción sigue siendo popular hasta la fecha y se le atribuye el mérito de haber hecho del hundimiento del Edmund Fitzgerald, el incidente marítimo más famoso de la historia de los Grandes Lagos
"The Wreck of the Edmund Fitzgerald" alcanzó el nº 1 en Canadá el 20 de noviembre de 1976. En Estados Unidos, alcanzó el nº 2 en la lista de éxitos pop y el nº 50 en la lista de country, mientras que "Race Among the Ruins" alcanzó el nº 65 en la lista de éxitos pop.

## Listado de pistas
Todas las canciones fueron compuestas por Gordon Lightfoot.

### Cara 1
1. "Race Among the Ruins" – 3:21
2. "The Wreck of the Edmund Fitzgerald" – 6:30
3. "I'm Not Supposed to Care" – 3:31
4. "I'd Do It Again" – 3:14
5. "Never Too Close" – 3:04
6. "Betty Called Me In" – 2:39 (1999 release bonus)

### Cara 2
1. "Protocol" – 4:02
2. "The House You Live In" – 2:55
3. "Summertime Dream" – 2:30
4. "Spanish Moss" – 3:51
5. "Too Many Clues in This Room" – 4:49

## Posición en las listas de éxitos
| Lista (1976)                          | Posición más alta |
| ------------------------------------- | ----------------- |
| Australian Albums (Kent Music Report) | 63                |
| Estados Unidos (Billboard 200)        | 12                |

| (1976)                      | Posición |
| --------------------------- | -------- |
| Canada Top Albums/CDs (RPM) | 7        |

## Créditos
- Gordon Lightfoot - Voz y guitarra de 6 y 12 cuerdas
- Terry Clements - Guitarras acústicas y eléctricas principales
- Pee Wee Charles - Guitarra de acero con pedal
- Rick Haynes - Bajo eléctrico
- Barry Keane - Batería y Percusión

Otros
- Gene Martynec - Sintetizador moog
- Jim Gordon - Percusión en  "The House You Live In"